# Zona libera da armi nucleari
     Zona libera da armi nucleari
     Stati con armi nucleari (Russia, USA, Francia, Cina, Regno Unito, Israele, Pakistan, India, Corea Nord)
     Condivisione nucleare (Belgio, Germania, Italia, Paesi Bassi e Turchia)
     Non vi è condivisione, ma adesione al TNP

Zona libera da armi nucleari
Stati con armi nucleari (Russia, USA, Francia, Cina, Regno Unito, Israele, Pakistan, India, Corea Nord)
Condivisione nucleare (Belgio, Germania, Italia, Paesi Bassi e Turchia)
Non vi è condivisione, ma adesione al TNP

Una zona libera da armi nucleari è un'area denominata anche come NWFZ, acronimo dell'espressione inglese nuclear-weapon-free zone.

## Secondo l'ONU
La NWFZ è definita dalle Nazioni Unite come un accordo che un gruppo di Stati ha liberamente stabilito con un trattato o una convenzione, che vieta l'impiego, lo sviluppo, o la distribuzione di armi nucleari in una determinata area, che detiene meccanismi di difesa e di controllo per far rispettare i suoi obblighi ed è riconosciuta come tale dall'Assemblea Generale delle Nazioni Unite.
Le NWFZ non coprono le acque internazionali (dove vi è la libertà dei mari) o il transito dei missili nucleari attraverso lo spazio, a differenza delle stazioni nucleari nello spazio.
La definizione di NWFZ non tiene conto di paesi o regioni più piccole che hanno messo al bando le armi nucleari semplicemente secondo le loro leggi, come l'Austria con l'Atomsperrgesetz nel 1999; inoltre, il Trattato 2+4 pose fine alla Guerra Fredda vietando le armi nucleari nell'ex Germania Est, ma fu un accordo fatto solamente fra i quattro Alleati e i due stati tedeschi.

## Trattati

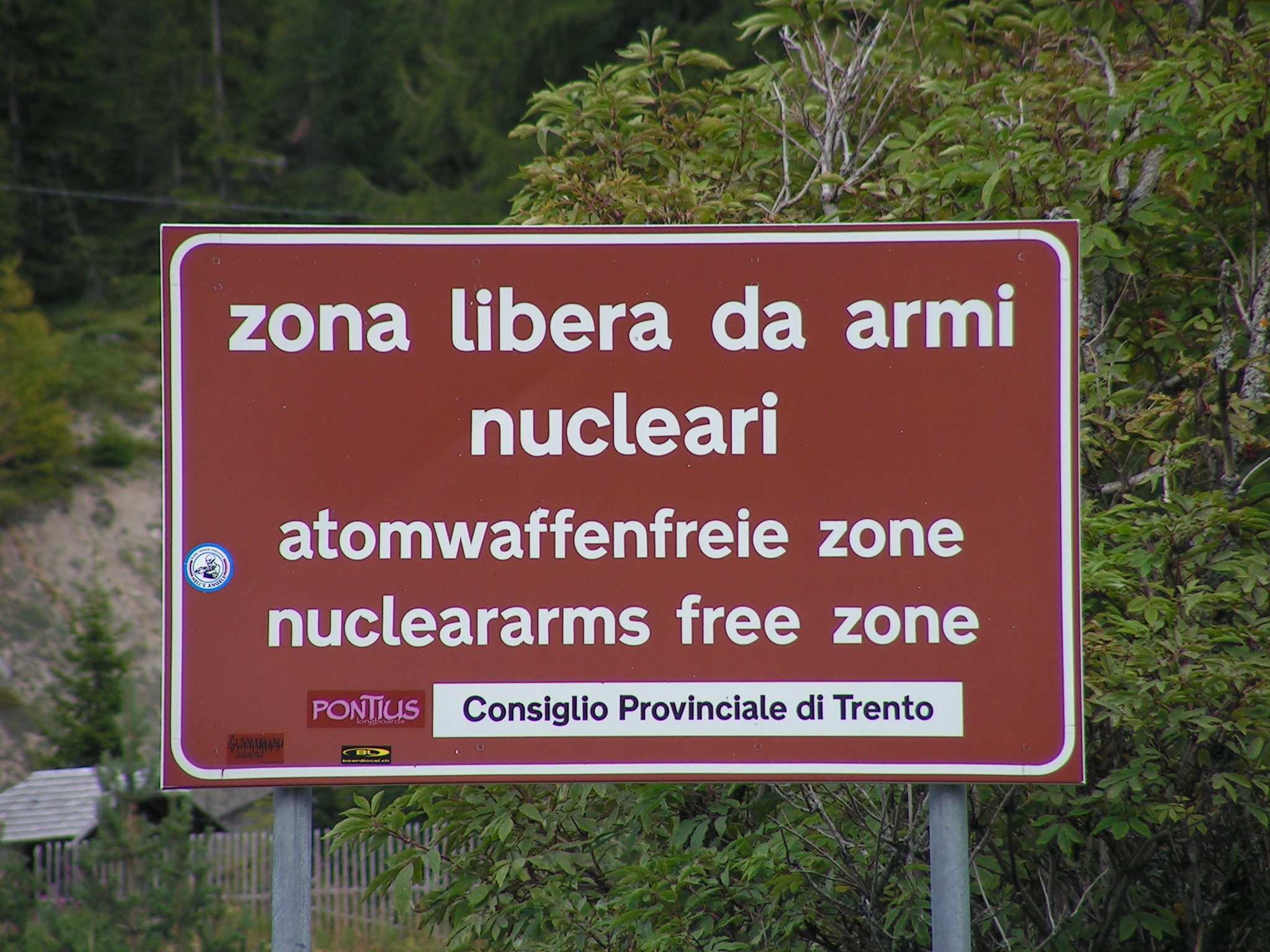
Un cartello stradale che indica una zona libera da armi nucleari.

| Trattati   | Regioni                | Superficie territoriale | Stati | in vigore  |
| ---------- | ---------------------- | ----------------------- | ----- | ---------- |
| Antartico  | Antartide              | 14,000,000 km²          |       | 23-06-1961 |
| Spazio     | Outer Space            |                         |       | 10-10-1967 |
| Tlatelolco | America Latina Caraibi | 21,069,501 km²          | 33    | 1969-04-25 |
| Seabed     | Seabed                 |                         |       | 18-05-1972 |
| Rarotonga  | Sud Pacifico           | 9,008,458 km²           | 13    | 11-12-1986 |
| Bangkok    | ASEAN                  | 4,465,501 km²           | 10    | 28-03-1997 |
| MNWFS      | Mongolia               | 1,564,116 km²           | 1     | 28-02-2000 |
| Semei      | Asia Centrale          | 4,003,451 km²           | 5     | 21-03-2009 |
| Pelindaba  | Africa                 | 30,221,532 km²          | 53    | 15-07-2009 |
|            | Totale:                | 84,000,000 km²          | 116   |            |